# マヤパン

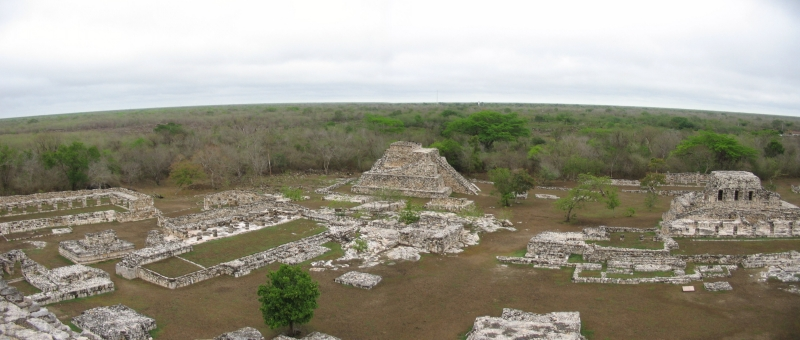
マヤパン

マヤパン (Mayapan) は、メキシコ、ユカタン州にあるマヤ文明、後古典期の遺跡である。
メリダの南東およそ40km、チチェン＝イッツァの西方100kmに位置する。マヤパンは、1220年代後半から1440年代まで、ユカタン半島におけるマヤの政治的な首都であった。
1221年、マヤでは、チチェン＝イッツァのトルテカ・マヤ系の支配者に対して反乱が起こった。短期間の内戦の後、多くの有力な都市や貴族たちは、ユカタンに中心となる統治機構をつくろうと集まった。彼らは、チチェン＝イッツァの支配者を倒した将軍フナク＝セエルの根拠地の近くに新首都を造ることを決定した。新首都は防壁を築いた内部に建設され、「マヤの旗」を意味する「マヤパン」と名づけられた。マヤパンの王には、富裕で、チチェン＝イッツァに対する反乱の中心となった古い家系のココム家の家長が選ばれた。しかし、他の貴族たちや地方の有力者層は、自分の家族の一員をマヤパンの政府に参画させた。この連合体は、200年以上にわたって続くことになった。植民地時代のマヤの年代記には、マヤパンがチチェン＝イッツァやウシュマルと同盟を結んだとの記述のあるものもあるが、考古学的な成果から考えるとその可能性は少ないと考えられる。

1441年、強力な貴族であるシウ家のアフ＝シュパンは、マヤパンのココム家の王たちの政治的な策謀に激しい怒りを燃やし、反乱を企てた。結果的に、ココム家の一族は大部分が殺され、マヤパンは略奪され、放火されて、ついには放棄された。そのため、ユカタン地方は、都市国家の戦争状態に突入した。
今日残るマヤパンの遺跡は、印象的なマヤの遺跡というイメージからは程遠い遺跡である。反乱によってほとんど全ての建物の屋根が放火され破壊されたことにもよるが、もっと大きな理由は、チチェン＝イッツァやウシュマルに見られるような規模の記念碑的な建造物が建てられなかったことにもよる。遺跡の中央にあるピラミッドは、チチェン＝イッツァの「カスティーヨ」の小型版であり、いくつかの慎ましやかな規模の神殿や宮殿がみられる程度である。マヤパンには、公共的な建造物はほとんど見られない。4km2四方の城壁に囲まれた都市の内部には約3500箇所の住居跡がひしめいており、人口はおよそ11000人から15000人に及んだと考えられる。
1950年代にカーネギー研究所によって5年間の考古学的な調査がなされた。その後、Grinnel大学の指揮でさらなる調査が行われている。